# Rhamnus mollis
Rhamnus mollis är en brakvedsväxtart som beskrevs av Elmer Drew Merrill. Rhamnus mollis ingår i släktet getaplar, och familjen brakvedsväxter. Inga underarter finns listade i Catalogue of Life.